# Unione Sportiva Sambenedettese 2023-2024
Questa voce raccoglie le informazioni riguardanti l'Unione Sportiva Sambenedettese nelle competizioni ufficiali della stagione 2023-2024.

## Divise e sponsor
Lo sponsor tecnico per la stagione 2023-2024 è Kappa, mentre lo sponsor ufficiale è Sideralba.

## Organigramma societario
Area direttiva
- Presidente: Vittorio Massi
- Direttore Generale: Fausto Massi

Area comunicazione e marketing
- Responsabile marketing: Maurizio Di Ubaldo

Area sportiva
- Direttore Sportivo: Stefano De Angelis
- Team Manager: Giuseppe Marzetti

Area tecnica
- Allenatore: Marco Mancinelli

## Risultati

### Serie D

#### Girone di andata
| Arbitro: | Coppola (Castellammare di Stabia) |

|                   |           |                                          |
| Scimia 87’ (aut.) | Marcatori | 4’ Romairone 17’ Sbardella 21’ Tomassini |

| Arbitro: | Benevelli (Modena) |

|                                          |           |  |
| Battista 34’ Zoboletti 37’ Tomassini 48’ | Marcatori |  |

| Arbitro: | Esposto (Napoli) |

|                         |           |                             |
| Roberti 63’, 89’ (rig.) | Marcatori | 65’ Alessandro 66’ Battista |

| San Benedetto del Tronto 1 ottobre 2023, ore 15:00 CEST 4ª giornata | Sambenedettese                   | 0 – 0 referto | Fano | Stadio Riviera delle Palme (6041 spett.)\| Arbitro: \| Liotta (Castellammare di Stabia) \| |
| Arbitro:                                                            | Liotta (Castellammare di Stabia) |               |      |                                                                                            |

| Arbitro: | Savino (Torre Annunziata) |

|  |           |               |
|  | Marcatori | 50’ Tomassini |

| Arbitro: | Rodigari (Bergamo) |

|                             |           |                              |
| Tomassini 22’ Lonardo 90+1’ | Marcatori | 5’ Fraternali 45+1’ Battisti |

| Arbitro: | Migliorini (Verona) |

|                               |           |             |
| Tomassini 36’ Martiniello 77’ | Marcatori | 44’ Tonelli |

| Arbitro: | Maccorin (Pordenone) |

|  |           |                                    |
|  | Marcatori | 51’ (aut.) Malvestuto 81’ Battista |

| Arbitro: | Vailati (Crema) |

|                                                    |           |                       |
| Alessandro 48’ Arrigoni 76’ (rig.) Chiatante 90+2’ | Marcatori | 90+3’ (rig.) Vitiello |

| Arbitro: | Gallo (Castellammare di Stabia) |

|             |           |              |
| Belloni 35’ | Marcatori | 17’ Battista |

| Arbitro: | Sciolti (Lecce) |

|                                                |           |  |
| Tomassini 41’ Arrigoni 58’ (rig.) Pagliari 77’ | Marcatori |  |

| Arbitro: | Ranieri (Como) |

|                        |           |                       |
| Arrigoni 31’ Sirri 35’ | Marcatori | 8’ Paletta 90+5’ Fall |

| Arbitro: | Recupero (Lecce) |

|                    |           |  |
| Tomassini 38’, 48’ | Marcatori |  |

| Arbitro: | Marra (Mantova) |

|                |           |  |
| Persichini 83’ | Marcatori |  |

| Arbitro: | Cerea (Bergamo) |

|                             |           |                          |
| Tomassini 7’ Alessandro 26’ | Marcatori | 86’ Ciabuschi 88’ Traini |

| Riano 16 dicembre 2023, ore 14:30 CET 16ª giornata | Roma City        | 0 – 0 referto | Sambenedettese | Stadio Nicola Urbani (250 spett.)\| Arbitro: \| Spina (Barletta) \| |
| Arbitro:                                           | Spina (Barletta) |               |                |                                                                     |

| Arbitro: | Terribile (Bassano del Grappa) |

|            |           |                                         |
| Cardoni 4’ | Marcatori | 14’ (aut.) Sirri 83’ Broso 88’ Scheffer |

#### Girone di ritorno
| Arbitro: | Picardi (Viareggio) |

|                                                  |           |                 |
| Tomassini 13’, 25’ Senigagliesi 21’ Arrigoni 40’ | Marcatori | 36’ Mastrantoni |

| Arbitro: | Aldo (Lanciano) |

|                          |           |                             |
| De Marco 27’ Camilli 29’ | Marcatori | 9’ Pagliari 81’ Martiniello |

| Arbitro: | Simone Caruso (Viterbo) |

|                                      |           |           |
| Scimia 24’ Pagliari 38’ Fabbrini 89’ | Marcatori | 6’ Senesi |

| Arbitro: | Recchia (Brindisi) |

|  |           |             |
|  | Marcatori | 9’ Pagliari |

| Arbitro: | Guiotto (Schio) |

|                                                       |           |  |
| Zoboletti 15’ Martiniello 90+1’ Battista 90+5’ (rig.) | Marcatori |  |

| Arbitro: | D'Ambrosio Giordano (Collegno) |

|             |           |                 |
| Casolla 71’ | Marcatori | 40’ Martiniello |

| Arbitro: | Pizzi (Bergamo) |

|                     |           |                                                 |
| Samb 27’ Caponi 83’ | Marcatori | 8’ Martiniello 51’ Senigagliesi 90+4’ Sbardella |

| Arbitro: | Di Renzo (Bolzano) |

|             |           |                |
| Pezzola 58’ | Marcatori | 18’ Meledandri |

| Arbitro: | Tedesco (Battipaglia) |

|            |           |                                  |
| Burzio 48’ | Marcatori | 64’ Martiniello 72’ Senigagliesi |

| Arbitro: | Martini (Valdarno) |

|  |           |                              |
|  | Marcatori | 89’ Marrancone 90+2’ Belloni |

| Piedimonte Matese 24 marzo 2024, ore 14:30 CET 28ª giornata | Matese                      | 0 – 0 referto | Sambenedettese | Stadio Pasqualino Ferrante (600 spett.)\| Arbitro: \| Torreggiani (Civitavecchia) \| |
| Arbitro:                                                    | Torreggiani (Civitavecchia) |               |                |                                                                                      |

| Arbitro: | Franzò (Siracusa) |

|             |           |              |
| Pezzola 74’ | Marcatori | 52’ Forgione |

| Arbitro: | Striamo (Salerno) |

|                      |           |  |
| Sbardella 60’ (aut.) | Marcatori |  |

| Arbitro: | Dorino (Torino) |

|  |           |                |
|  | Marcatori | 40’ Abonckelet |

| Arbitro: | Pasculli (Como) |

|                             |           |               |
| Ciabuschi 44’ Minicucci 62’ | Marcatori | 21’ Tomassini |

| Arbitro: | Aloise (Lodi) |

|                 |           |            |
| Martiniello 69’ | Marcatori | 4’ Bonello |

| Arbitro: | Guitaldi (Rimini) |

|                                |           |                                                                          |
| Kerjota 18’, 49’ Balleello 38’ | Marcatori | 12’ Paolini 67’ Barberini 72’ Martiniello 77’ Tomassini 88’ Senigagliesi |

#### Coppa Italia Serie D
| Arbitro: | Galo (Bologna) |

|             |           |  |
| Cardoni 13’ | Marcatori |  |

| Arbitro: | Dorillo (Torino) |

|                                             |                      |                                            |
| Zammarchi 12’                               | Marcatori            | 80’ Romairone                              |
| Serges Pensalfini Cannavaro Tommasini Zanni | Tiri di rigore 5 – 4 | Paolini Scimia Battista Cardoni Alessandro |

#### Play-off
| Arbitro: | Galiffi (Alghero) |

|            |           |                               |
| Senesi 49’ | Marcatori | 60’ Chiatante 63’ Martiniello |

| Arbitro: | Frasynyak (Gallarate) |

|                    |           |               |
| Sirri 90+2’ (aut.) | Marcatori | 55’ Tomassini |